# Andreas Barfoth

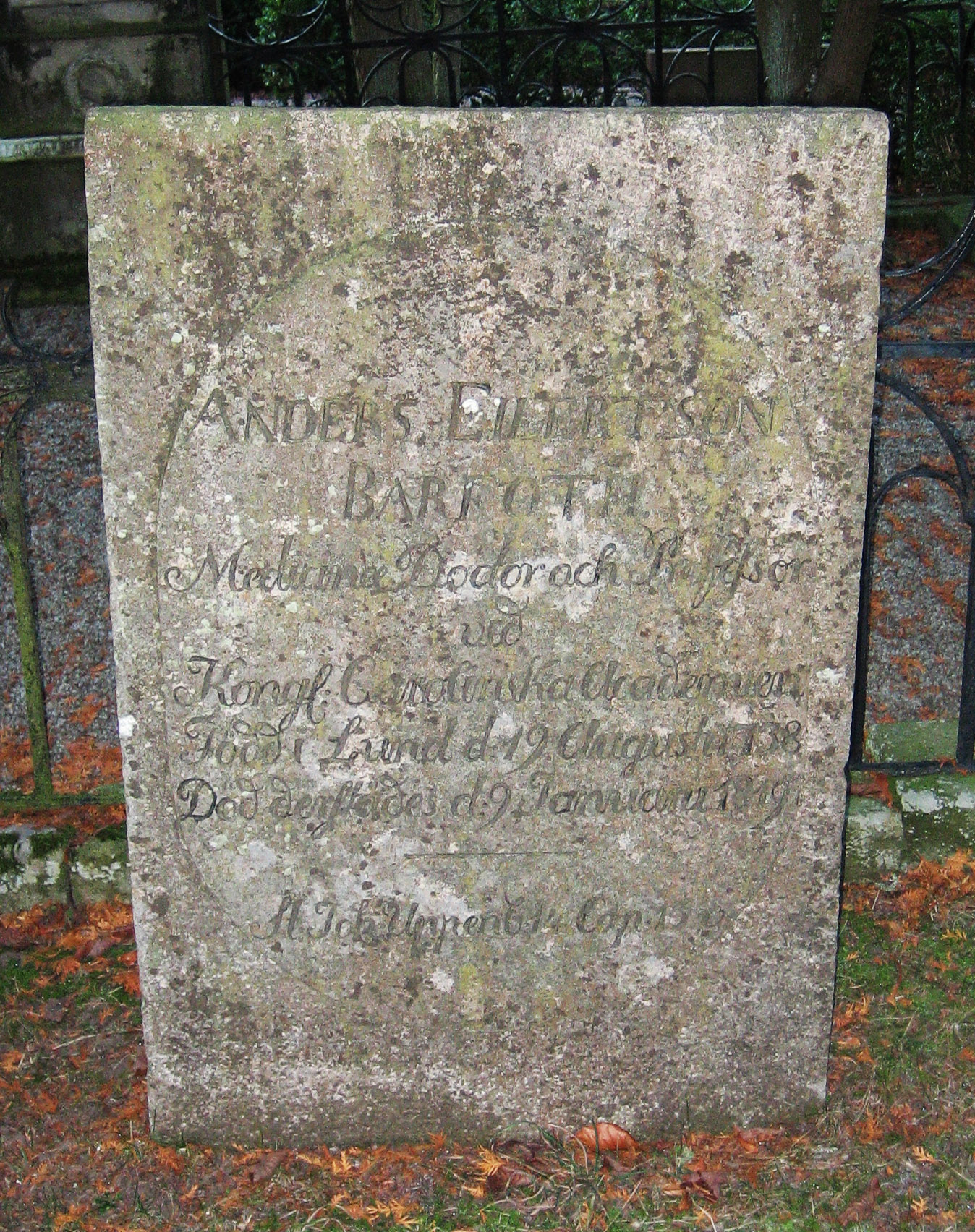
Andreas Barfoths gravsten på Norra kyrkogården i Lund.

Andreas (även skrivet Anders) Eilertson Barfoth, född den 19 augusti 1738 i Lund, död där den 9 januari 1819, var en svensk läkare och professor i medicin vid Lunds universitet samt en av grundarna av Kungliga Fysiografiska Sällskapet i Lund.

## Biografi

### Barndom och studentår
Barfoths far var prosten över Frosta härads kontrakt och kyrkoherden vid Gudmundtorps och Hurva församlingar, Ejlert Barfoth, och modern Anna Nelander. Han undervisades hemma men inskrevs som student vid Lunds universitet 1748. Först sex år senare påbörjade han sina akademiska studier och anförtroddes då åt sin morbror professor Johan Nelanders tillsyn och omvårdnad.  Barfoth hade som lärare adjunkten, sedan domprosten i Växjö Samuel Cronander och de senare berömda professorerna Sommelius och Lemchen. Trots att han avlade alla för magistergraden nödiga prov, ägnade han sig sedan helt åt läkarvetenskapen och fick undervisning i synnerhet av professor Eberhard Rosén-Rosenblad. Barfoth begav sig 1762 till Stockholm där han i över tre års tid uppehöll sig och utbildade sig vidare i medicin och fysik. Bland annat besökte han föreläsningar av professorn, sedan presidenten David von Schulzenheim, professor Johan Carl Wilcke och assessorn i Collegium medicum, doktor Johan Darelius. År 1766 undergick han medicine licentiatexamen i Lund och antogs kort därpå till praktiskt biträde till provinsialläkaren i Kronobergs län, doktor Wickelgren.

### Bildningsresa utomlands
Barfoth utnämndes den 21 april 1767 till medicine adjunkt och prosektor vid Lunds universitet, där han vid jubelfesten följande år, den 28 juni, av professor Eberhard Rosenblad, promoverades till medicine doktor. Sedan han 1769 blivit antagen till lasarettsläkare i Lund och medicinska fakultetens notarius, och i professor Gustaf Harmens' ställe i tre terminer hållit offentliga föreläsningar, företog han i augusti 1775 en resa till London, där han gjorde bekantskap med Jakob Jonas Björnståhl och Daniel Solander, av vilken den senare utverkade för honom fritt tillträde till den namnkunnige John Hunters föreläsningar i anatomi, kirurgi och obstetrik. Detta gjorde honom känd hos läkarna Kruickshank och Sheldon och gav honom tillfälle att få konsulera de ryktbara Pringle, Huck, Fordyce, Bromfield med flera. Efter en längre tid i London fortsatte han resan till Paris, där han vann tillgivenhet av en Portal, Louis, Sabbathier och Faber. Han besökte sedan flera tyska universitet och kom i november 1776 tillbaka till Sverige. Från 1776 ägde han en allmänt aktad praktik.

### Professors- och rektorsutnämning samt vidare karriär
Barfoth utnämndes den 15 september 1783 till anatomiae professor vid Lunds universitet och innehade detta ämbete i 22 år tills han på egen begäran fick avsked den 3 augusti 1805. Han blev ledamot av Physiographiska Sällskapet 1776 och har som preses utgivit 17 disputationer; han var universitetets rektor åren 1789 och 1798 och förrättade doktorspromotioner i medicinska fakulteten 1791 och 1800.

### Familj
Barfoth gifte sig den 16 januari 1782 med Else Maria Bager, dotter till handelsmannen i Lund Jacob Bager och hade med henne följande barn: 
1. Anna Laurentia, född 3 maj 1783, gift 31 oktober 1804 med biskopen över Linköpings stift Marcus Wallenberg.
2. Maria Jacobina, född 16 juli 1784, gift med översten Johan Georg Nisbeth
3. Ejlert, född 15 september 1786, fänrik
4. Johan Ludvig, född 10 september 1791, död 13 maj 1792.
Barfoths gravsten återfinns på Norra kyrkogården i Lund.